# San Galdino
Galdino della Sala, detto anche Galdino Valvassi della Sala o semplicemente San Galdino (o Galdimo) (Milano, 1096 circa – Milano, 18 aprile 1176), è stato un vescovo milanese, venerato come santo dalla Chiesa cattolica.
È compatrono della città di Milano, insieme con San Carlo Borromeo ed il Patrono Sant'Ambrogio.
Fu un fervido sostenitore sia di papa Alessandro III, sia della popolazione milanese, nelle loro rispettive lotte parallele contro l'imperatore Federico Barbarossa. È ricordato in special modo per le sue opere caritatevoli a Milano, rivolte nello specifico ai poveri e a quanti erano finiti in prigione per debiti non saldati.

## Biografia
Galdino nacque a Milano nell'ultima parte dell'XI secolo o nei primi anni del XII; una data che ci viene indicata dalle cronache è quella del 1096, che a oggi rimane comunque discussa.
San Galdino era un membro della famiglia della Sala, di rango della bassa nobiltà cittadina.
Appoggiò fortemente la curia romana al momento dello scisma che avvenne nel 1159 dopo la morte del papa Adriano IV. Papa Alessandro III era il candidato promosso dalla Santa Sede, mentre l'antipapa Vittore IV era sostenuto da Federico Barbarossa e dai suoi cardinali. La Chiesa milanese sosteneva Alessandro III, e Galdino stesso, come arcidiacono della cattedrale, prese posizione pubblicamente. Federico assediò Milano e lo imprigionò per sei mesi.
Galdino incontrò quindi Alessandro III a Genova e lo seguì in un suo viaggio a Maguelonne, Montpellier, giungendo sino a Clermont. Successivamente seguì ancora il Pontefice in Sicilia e quindi a Roma dalla quale tornò nel 1165. Quando Alessandro III tornò alla guida della Chiesa nel 1165, egli nominò Galdino cardinale di Santa Romana Chiesa con il titolo di Santa Sabina, e l'anno successivo lo nominò arcivescovo di Milano. L'anno successivo, Alessandro III nominò Galdino quale suo Legato Apostolico in Lombardia.
Quando la Lega Lombarda espulse il Barbarossa dai confini milanesi, Galdino prese possesso ufficialmente della propria sede, deponendo ogni sacerdote lombardo nominato dall'antipapa Vittore IV. Egli consacrò nuovi vescovi a Lodi, Alba, Cremona, Vercelli, Asti, Torino, Novara, Brescia e Alessandria.
Il 18 aprile 1176, Galdino della Sala morì sul pulpito della chiesa di Santa Tecla a Milano, da dove stava terminando un sermone contro gli eretici Catari. Verrà nominato santo dallo stesso papa Alessandro III.
È sepolto nel Duomo di Milano, nell'altare della Madonna dell'Albero del Transetto sinistro.

## Il culto e il ricordo
Il giorno di ricorrenza di san Galdino nella Chiesa cattolica è, secondo il rito ambrosiano, il 18 aprile, anniversario della sua morte. È compatrono della città di Milano, insieme con San Carlo Borromeo ed il Patrono Sant'Ambrogio. 

### Pane di San Galdino
Di Galdino si ricorda l'impegno per l'opera di ricostruzione di Milano dopo la sua distruzione ad opera del Barbarossa e la sua attività a favore dei poveri, ricordata con l'epiteto di "pane di San Galdino" che era usato a Milano per il pane distribuito ai poveri e ai carcerati e forse è per questo motivo che Alessandro Manzoni chiamerà Galdino il personaggio del frate questuante per i poveri nei Promessi Sposi.

### L'arco trionfale del 1847
Quando nel 1847, alla morte dell'austriaco Gaisruck venne nominato l'italiano Bartolomeo Romilli come arcivescovo di Milano, furono eretti dai milanesi tre archi trionfali lungo il percorso di ingresso, dedicati a Sant'Ambrogio, San Carlo e a San Galdino; sull'arco di quest'ultimo furono inserite delle scritte che ricordavano l'opera di ricostruzione della città dalle "rovine" dell'"Enobarbo" ed era citata la battaglia di Legnano, scritte che furono censurate dell'autorità austriaca

## Genealogia episcopale
La genealogia episcopale è:
- Papa Lucio III
- Papa Alessandro III
- Cardinale Galdino della Sala